# Aramecina
Aramecina é uma cidade hondurenha do departamento de Valle.